# Masaaki Hayakawa
Pour les articles homonymes, voir Hayakawa (homonymie).
Masaaki Hayakawa (早川 正昭), Hayakawa Masaaki; né le 7 janvier 1934 à Ichikawa et mort le 20 août 2024, est un chef d'orchestre et compositeur japonais.

## Biographie
Masaaki Hayakawa fait montre d'un précoce talent musical et écrit sa première composition à l'âge de six ans. Après l'obtention de son diplôme de l'université nationale des beaux-arts et de musique de Tokyo, il rejoint le département de composition dont il est diplômé en 1960. En 1961, il fonde l'« ensemble Vivaldi de Tokyo ». Il effectue ensuite des tournées de concerts en Europe. Les représentations de ses œuvres reçoivent une attention internationale et en 1973 il remporte le Prix Takei. En 1978, il séjourne pendant un certain temps à Vienne et Munich pour étudier la musique baroque.
Hayakawa est professeur à l'Université de Hiroshima et professeur à l'Université Seitoku. Il est en outre le chef principal de l'« Ensemble New Vivaldi » ainsi que chef invité de plusieurs orchestres de renom au Japon.

## Musique
Ses compositions sont influencées par la musique traditionnelle japonaise. Toutefois, il utilise des techniques de composition et des ensembles instrumentaux européens. Dans certaines de ses œuvres, le shakuhachi est utilisé.

## Œuvres (sélection)
- 1960 : Introduction et Allegro pour quatuor de trombones
- 1963 : Trois chansons folkloriques à Okinawa
- 1964 : Impromptu pour harpe
- 1964 : Symphonie concertante
- 1965 : Concerto pour marimba
- 1968 : 3 Préludes pour guitare
- 1970 : Requiem Santi  pour shakuhachi et orchestre à cordes
- 1973 : 5 chansons folkloriques japonaises pour flûte et orchestre à cordes
- 1974 : Visum pour violon, cordes et shakuhachi
- 1975 : 4 petits poèmes pour quatuor de saxophones et soprano
- 1976 : Concerto pour violon
- 1977 : Ouverture de festival